# هوانغ شانغدانغ
هوانغ شانغدانغ هو مدرب كرة قدم ولاعب كرة قدم صيني في مركز الهجوم، ولد في 1958 في داليان في الصين. شارك مع منتخب الصين لكرة القدم. أما مع النوادي، فقد لعب مع Bayi Football Team ‏.

## وصلات خارجية
- هوانغ شانغدانغ على موقع ناشيونال فوتبول تيمز (الإنجليزية)